# Pavao V.
Pavao V., lat. Paulus PP. V.  (Rim, 17. rujna 1550. – Rim, 28. siječnja 1621.), rođen kao Camillo Borghese, 233. poglavar Katoličke Crkve, papa od 16. svibnja 1605. do smrti 1621. godine.

## Životopis

### Raniji život
Camillo Borghese rodio se 17. rujna 1550. godine u Rimu, od oca Marca Antonia Borghesea, uglednog pravnika, i njegove druge žene Flaminije, rođene Astalli.  Obitelj Borghese vuče podrijetlo iz plemićke obitelji iz Siene, koja je držala važne položaje u tom gradu, te su tvrdili da ih vežu rodbinske veze sa svetom Katarinom Sijenskom. Studirao je pravo na Sveučilištima u Perugi i Padovi, gdje se vrlo dobro osposobio za pravne poslove. Camillo se u crkvenoj karijeri naglo uzdizao. Papa Klement VIII. (1592. – 1605.) imenovao ga je kardinalom 5. lipnja 1596. godine, a godinu dana kasnije i biskupom Jesija (provincija Ancona). Godine 1599. podnio je ostavku na vodstvo biskupije Jesi. Od 1602. do 1605. godine bio je na čelu Vrhovne Svete Kongregacije rimske i opće inkvizicije, a od 1603. godine i generalni vikar Rima i glavni rimski inkvizitor. Početkom ožujka 1605. godine umire Klement VIII. Kardinal Borghese sudjeluje u konklavi za izbor novog pape. Bile su to burne konklave koje su potrajale osamnaest dana. Konačno, 1. travnja 1605. godine za papu je izabran sedamdesetogodišnji kardinal Alessandro Ottaviano Medici kao papa Lav XI.

### Izbor za papu
Iako je novi Papa bio star i boležljiv, nitko nije ni slutio da će njegov pontifikat trajati samo dvadeset šest dana. Papa se jako prehladio i naprasno umro 27. travnja 1605. godine. Početkom svibnja u Rimu su se ponovno okupili kardinali kako bi izabrali novog papu. Ove konklave su potrajale puna tri tjedna i ostale su upamćene kao burne, pa čak i nasilne. Padale su teške riječi, a kardinal Alfonso Visconti (1552. – 1608.) je čak i zadobio nekoliko prijeloma kostiju. Nakon svih turbulencija, uslijedilo je glasovanje i postalo je jasno da glavnim kandidatima nedostaje potreban broj glasova. Tada su se vođe konkurentnih strana sastale i dogovorile o kompromisnom kandidatu. Tako je 16. svibnja kardinal Borghese jednoglasno izabran za papu. Kardinal Borghese je bio kandidat i u prethodnoj konklavi, ali je tada smatran premladim (54) da bi postao papom. Na svibanjskim konklavama, kardinalima je postalo jasno da je on jedini prihvatljivi kandidat svim frakcijama jer je održavao neutralnost između velikih sila Francuske i Španjolske. Novi papa uzima ime Pavao V. 

### Pontifikat
Ubrzo nakon izbora do izražaja dolaze njegove pravne vještine, koje su bile vidljive u svim njegovim riječima i postupcima. Nije znao za kompromise i vladao je Crkvom ne sa stajališta diplomacije, nego dekretima. Jedan od prvih javnih činova bilo je „tjeranje“ biskupa i kardinala iz Rima u njihove biskupije, smatrajući da se moraju brinuti za svoja „stada“. Energično je zastupao stavove o prevlasti papinstva, što je odmah izazvalo razna negodovanja. Zbog toga dolazi u sukob s Republikom Venecijom, koja je odbila priznati izuzeće svećenstva od nadležnosti građanskih sudova. Spor se toliko zaoštrio da je papa ekskomunicirao venecijanski Senat, a sam grad udario interdiktom (popravna crkvena kazna kojom se vjernik ne isključuje iz zajednice, ali mu se zabranjuju određeni bogoštovni čini). Zbog tog Papinog poteza Venecija je zaprijetila prijelazom na protestantizam, i tko zna kako bi sve završilo da se nije umiješala Francuska i smirila situaciju. U vrijeme pontifikata Pavla V. u Njemačkoj započinje „tridesetogodišnji rat“ (1616. – 1648.) između katolika i protestanata, koji se proširio na Češku i Švedsku. Papa je bio neodlučan, ne znajući kojem vladaru bi se priklonio. Pavao V. je veliku pažnju posvetio samom Rimu. Dao je dovršiti srednju lađu, te pročelje i fasadu na bazilici sv. Petra, o čemu svjedoči i veliki natpis na fasadi: IN HONOREM PRINCIPIS APOST PAVLVS V BVRGHESIVS ROMANVS PONT MAX AN MDCXII PONT VII (u prijevodu s latinskog: U čast prvog među apostolima Pavao V. Borghese Rimljanin papa godine 1612. i 7. svoga pontifikata). Obnavlja vodovod i gradi mnoge fontane, te utemeljuje Vatikanski tajni arhiv. Godine 1610. kanonizirao je Karla Boromejskog (1538. – 1584.) i Francesku Rimsku (1384. – 1440.). Šalje misionare po svim poznatim krajevima svijeta, i ustanovljava svetkovinu Anđela Čuvara i štovanje arkanđela Mihaela, Gabrijela i Rafaela. Obilno je pomagao svoju obitelj, pa je zahvaljujući njemu obitelj Borghese stala uz bok obiteljima Orsini i Colonna.

### Papina smrt
Pred karaj 1620. godine Pavao V. je preživio niz manjih srčanih udara od kojih se nije mogao oporaviti. Tijekom procesije u čast pobjede nad kalvinističkim češkim kraljem, papa je doživio novi srčani udar. Konačno, 28. siječnja 1621. godine Pavao V. umire u Kvirinalskoj palači od posljedica još jednog udara. Privremeno je pokopan u bazilici sv. Petra, a kada je završena kapelica Borghese u bazilici Santa Maria Maggiore, koju je on naručio, prebačen je u tu kapelu.

## Vanjske poveznice
Mrežna mjesta
- Pavao V. Hrvatska enciklopedija
- PAOLO V, papa, Talijanski biografski leksikon (tal.)